# Rhede (Ems)
Rhede est une commune allemande de l'arrondissement du Pays de l'Ems, Land de Basse-Saxe.

## Géographie
Rhede se trouve tout au nord-ouest de l'arrondissement, sur la rive occidental de l'Ems, le long de la frontière avec les Pays-Bas. La commune a le statut d'Einheitsgemeinde.
| Bellingwedde | Bunde | Weener    |
| Bellingwedde | Rhede | Papenburg |
| Vlagtwedde   | Heede | Lehe      |

### Quartiers
| Quartiers et nombre d'habitants |      |
|                                 |      |
| 1. Borsum                       | 145  |
| 2. Brual                        | 682  |
| 3. Neurhede                     | 476  |
| 4. Rhede                        | 3179 |

## Histoire
Rhede est mentionné pour la première fois en 829 puis Borsum en 853. Brual l'est au Xe siècle pour sa position sur l'Ems.
Lors du Troisième Reich, il y a à Brual un camp de concentration.
Le 1er janvier 1973, Borsum, Brual, Neurhede fusionnent avec Rhede.

## Religion
Les habitants de Rhede sont à 75 % de confession catholique. L'église luthérienne avec 7 % est le second groupe confessionnel.

## Jumelages
- Bellingwedde (Pays-Bas), depuis le 25 juillet 1979.
- Lidzbark Warmiński (Pologne), depuis le 10 octobre 2012.

## Économie et infrastructure
À l'est de la Bundesautobahn 31 qui traverse le territoire communal dans le nord-sud, se trouve un parc éolien.
Rhede est le siège de plusieurs sociétés : Dino Cars Evers, Günter Terfehr, Böhle Elektrotechnik...
Rhede est l'étape de quelques véloroutes :
- La Dortmund-Ems-Kanal-Route, longue de 350 km, relie la Ruhr à la mer du Nord.
- L'United Countries Tour est un parcours de 600 km entre les arrondissements allemands du Pays de l'Ems et du Comté de Bentheim et les provinces néerlandaises de Drenthe et de Groningue.

## Source, notes et références
- (de) Cet article est partiellement ou en totalité issu de l’article de Wikipédia en allemand intitulé « Rhede (Ems) » (voir la liste des auteurs).

1. 1 2  Statistiques de l'Einheitsgemeinde